# Xian Emmers
Xian Emmers (Lugano, 20 de julho de 1999) é um futebolista belga nascido na Suíça que atua como meia. É filho do ex-jogador belga Marc Emmers. Atualmente, esta emprestado para o Waasland-Beveren.

## Títulos
Inter Primavera
- Campeonato Primavera - Troféu Giacinto Facchetti: 2016–17